# Municipio de Knute
El municipio de Knute (en inglés: Knute Township) es un municipio ubicado en el condado de Polk en el estado estadounidense de Minnesota. En el año 2010 tenía una población de 519 habitantes y una densidad poblacional de 5,72 personas por km².

## Geografía
El municipio de Knute se encuentra ubicado en las coordenadas 47°37′20″N 96°0′19″O / 47.62222, -96.00528. Según la Oficina del Censo de los Estados Unidos, el municipio tiene una superficie total de 90.75 km², de la cual 82,08 km² corresponden a tierra firme y (9,56 %) 8,67 km² es agua.

## Demografía
Según el censo de 2010, había 519 personas residiendo en el municipio de Knute. La densidad de población era de 5,72 hab./km². De los 519 habitantes, el municipio de Knute estaba compuesto por el 97,69 % blancos, el 0,19 % eran amerindios, el 1,16 % eran asiáticos y el 0,96 % eran de una mezcla de razas. Del total de la población el 0 % eran hispanos o latinos de cualquier raza.